# إدوارد ستانلي
إدوارد ستانلي (بالإنجليزية: Edward Stanley)‏ (يناير 1779 - 6 سبتمبر 1849) كان رجل دين إنجليزي شغل منصب أسقف نورويتش بين عامي 1837 و 1849. شرع في محاربة التراخي وعدم الانضباط بين رجال الدين.

## النشأة
وُلِد ستانلي في لندن لعائلة تشيشير بارزة وكان الابن الثاني للسير جون توماس ستانلي زمالة الجمعية الملكية لإدنبرة والبارونة السادسة لألدرلي والشقيق الأصغر لجون ستانلي البارون الأول ستانلي من ألدرلي.
تلقى تعليمه في كلية سانت جون، كامبريدج (الرانجلر السادس عشر 1802) ورُسم في عام 1802 وبعد ثلاث سنوات أصبح رئيسًا لمدينة ألدرلي تشيشاير، وهو المنصب الذي شغله لمدة 32 عامًا تالية. وأثناء وجوده هناك اهتم كثيرًا بالتعليم وشجع بشكل خاص على تدريس المواد العلمانية في مدرسته.

## الانضباط الأسقفي
في عام 1837 كرس أسقف نورويتش وعُين كاتب خزانة وشغل المنصبين حتى وفاته. كانت الأبرشية في ذلك الوقت واضحة للتراخي وعدم الانضباط ، وهو ما شرع في علاجه رغم أنه واجه معارضة كبيرة في البداية. تم عقد المراسيم والتأكيدات بشكل أكثر انتظامًا وبشكل متكرر وتم تفتيش المدارس بشكل صحيح وفرض قانون التعددية الذي يحظر الاحتفاظ بأكثر من مستفيد واحد من قبل رجل دين إلا في حالات معينة، وإزيل رجال الدين غير المرغوب فيهم.
أظهر ستانلي التسامح تجاه المنشقين ودعم جميع التعهدات التبشيرية، بغض النظر عن ارتباطاتهم الطائفية. في السياسة كان ليبراليًا وكرس نفسه بشكل خاص للمسائل التربوية.

## أعمال أخرى
رسائل ستانلي قبل وبعد واترلو (حررت بواسطة أديان وجرينفيل) تهم طلاب تاريخ نابليون.
كان المطران ستانلي الراعي الأصلي لمتحف إبسويتش وترأس افتتاحه في عام 1847. هناك صورة له بالزيوت معروضة. من 1837 إلى 1849 كان رئيسًا لجمعية لينيان.

## الموت والخلافة
توفي إدوارد ستانلي عام 1849 ودُفن في صحن كاتدرائية نورويتش. كان قد تزوج من كاثرين الابنة الكبرى لأوزوالد ليسيستر (عائلة شيشاير بارزة أخرى) في عام 1810. أنجبا خمسة أطفال من بينهم أوين ستانلي وآرثر بنرين ستانلي وماري ستانلي.
وخلفه صموئيل هيندز وهو رجل كنيسة واسع له ارتباطات قوية مع الماوريين في نيوزيلندا ولا سيما قبائل نغاتي كوري وتي باتو.

## مرجع ثقافي
يظهر ستانلي كشخصية في رواية آلان غارنر بدور ستراندلوبر.

## وصلات خارجية
- مؤلفات Edward Stanley في مشروع غوتنبرغ
- Works by or about Edward Stanley at Internet Archive